# Џорџтаун (Гвајана)
Џорџтаун (енгл. Georgetown) је са око 134.599 становника (са предграђима, 2005) главни и највећи град Гвајане. Он је истовремено и њен административни, културни и привредни центар. Налази се на ушћу реке Демерара у Атлантски океан.
У Џорџтауну се налази Универзитет Гвајане, зграда Парламента и све државне институције Гвајане. Ту су и сва значајнија предузећа државе. У граду је седиште асоцијације карипских држава КАРИКОМ (CARICOM). Одавде се извозе главни извозни производи Гвајане: шећер, дрво, пиринач и боксит.
Популарно име града је „башта Кариба“. Многе градске улице су украшене дрвећем и цветним растињем, док у каналима за наводњавање расту локвањи и водени љиљани (национални цвет Гвајане). Данас је око 40% становника Џорџтауна индијског порекла, док остатак чине углавном црни Африканци.

## Историја
Мало насеље у близини данашњег Џорџтауна су основали Холанђани у 18. веку. Овим подручјем су потом завладали Французи, и основали насеље Лонгшам (Longchamps) између 1781. и 1784. Када су се Холанђани вратили, овом насељу су дали име Стаброк (Stabroek) по имену једног од директора холандске Западноиндијске компаније. Најзад су Британци 1812. насељу дали данашње име Џорџтаун, по краљу Џорџу III. Градић је у то време имао свега 8500 становника.
Године 1831, обједињене су британске колоније Бербис, Есекибо и Демерара под именом Британска Гвајана. Џорџтаун је постао њен главни град. У 19. веку у град су се масовно досељавали Индијци, а у мањем броју Португалци и Кинези.
Главни град независне Гвајане је постао 1966.

## Географија
Џорџтаун се налази на атлантској обали Гвајане на источној обали естуара реке Демерара. Терен у овом делу земље приобална равница. Град је окружен појасом поља трске са мочварним тлом, и саванама на истоку и југу. Надморска висина земљишта је један метар испод нивоа плиме. Због мале надморске висина град је заштићен потпорним зидом и мрежом канала за одвођење вишка воде.

### Клима
Џорџтаун има целогодишњи врући ветар тропске прашумске влажне климе. Релативна влажност варира током године, а највиша је у мају, јуну, августу и периоду децембар–јануар. Ови месеци су обично најкишнији део године. Између септембра до новембра релативна влажност ваздуха је нижа на прелаз у сувљу сезону.
Џорџтаун нема истинску суву сезону – месечна преципитација током свих 12 месеци је изнад 60 mm (2,4 in). Због његове локације температуре Џорџтауна су умерене захваљујући североисточним ветровима који дувају са Северног Атлантика и тако се ретко бележе температуре изнад 31 ступња Целзијуса.
| Клима Џорџтауна (1961–1990)   | Клима Џорџтауна (1961–1990) | Клима Џорџтауна (1961–1990) | Клима Џорџтауна (1961–1990) | Клима Џорџтауна (1961–1990) | Клима Џорџтауна (1961–1990) | Клима Џорџтауна (1961–1990) | Клима Џорџтауна (1961–1990) | Клима Џорџтауна (1961–1990) | Клима Џорџтауна (1961–1990) | Клима Џорџтауна (1961–1990) | Клима Џорџтауна (1961–1990) | Клима Џорџтауна (1961–1990) | Клима Џорџтауна (1961–1990) |
| Показатељ \ Месец             | .Јан.                       | .Феб.                       | .Мар.                       | .Апр.                       | .Мај.                       | .Јун.                       | .Јул.                       | .Авг.                       | .Сеп.                       | .Окт.                       | .Нов.                       | .Дец.                       | .Год.                       |
| ----------------------------- | --------------------------- | --------------------------- | --------------------------- | --------------------------- | --------------------------- | --------------------------- | --------------------------- | --------------------------- | --------------------------- | --------------------------- | --------------------------- | --------------------------- | --------------------------- |
| Максимум, °C (°F)             | 28,6 (83,5)                 | 28,9 (84)                   | 29,2 (84,6)                 | 29,5 (85,1)                 | 29,4 (84,9)                 | 29,2 (84,6)                 | 29,6 (85,3)                 | 30,2 (86,4)                 | 30,8 (87,4)                 | 30,8 (87,4)                 | 30,2 (86,4)                 | 29,1 (84,4)                 | 29,6 (85,3)                 |
| Просек, °C (°F)               | 26,1 (79)                   | 26,4 (79,5)                 | 26,7 (80,1)                 | 27,0 (80,6)                 | 26,8 (80,2)                 | 26,5 (79,7)                 | 26,6 (79,9)                 | 27,0 (80,6)                 | 27,5 (81,5)                 | 27,6 (81,7)                 | 27,2 (81)                   | 26,4 (79,5)                 | 26,8 (80,2)                 |
| Минимум, °C (°F)              | 23,6 (74,5)                 | 23,9 (75)                   | 24,2 (75,6)                 | 24,4 (75,9)                 | 24,3 (75,7)                 | 23,8 (74,8)                 | 23,5 (74,3)                 | 23,8 (74,8)                 | 24,2 (75,6)                 | 24,4 (75,9)                 | 24,2 (75,6)                 | 23,8 (74,8)                 | 24,0 (75,2)                 |
| Количина кише, mm (in)        | 185,2 (7,291)               | 88,5 (3,484)                | 111,0 (4,37)                | 140,5 (5,531)               | 285,5 (11,24)               | 327,7 (12,902)              | 268,0 (10,551)              | 201,4 (7,929)               | 97,5 (3,839)                | 107,2 (4,22)                | 185,9 (7,319)               | 261,9 (10,311)              | 2.260,3 (88,988)            |
| Дани са кишом (≥ 1.0 mm)      | 16                          | 10                          | 10                          | 12                          | 19                          | 23                          | 21                          | 15                          | 9                           | 9                           | 12                          | 18                          | 174                         |
| Сунчани сати — месечни просек | 201,0                       | 208,6                       | 219,7                       | 197,9                       | 178,8                       | 156,7                       | 201,6                       | 233,7                       | 229,8                       | 235,3                       | 210,9                       | 186,6                       | 2.460,6                     |
| Извор: NOAA                   |                             |                             |                             |                             |                             |                             |                             |                             |                             |                             |                             |                             |                             |

## Криминал
Оружане пљачке се редовно дешавају у Џорџтауну, посебно у предузећима и трговачким четвртима. Подручја са посебно високим степеном криминала у Џорџтауну су Тигровски залив, Албоуистаун, Софија, цео јужни Џорџтаун, Бакстон и Агрикола. Пљачке су свакодневна појава на подручју пијаце Стаброек. У ботаничкој башти извршено је више напада.

## Значајни људи
- Џулијан Остин (1949), олимпијски хокејаш на трави[6]
- Ленс Гибс (рођен 1934), бивши члан Крикет тима Западне Индије[7]
- Дејвид А. Грејнџер (рођен 1945), бивши председник Гвајане[8]
- Роџер Харпер (рођен 1963), бивши члан Крикет тима Западне Индије[9]
- Карл Хупер (рођен 1966), бивши члан Крикет тима Западне Индије[10]
- Клајв Лојд (рођен 1944), капитен Крикет тима Западне Индије[11]
- Манзур Надир, бивши министар и садашњи председник Народне скупштине[12]

## Партнерски градови
- Пјонгјанг